# Dibb förlag
DIBB förlag är ett svenskt bokförlag grundat 2011 i Linköping. Förlagets namn är en akronym som utläses Där idéer blir böcker, en parafras på Linköpings kommuns slogan Där idéer blir verklighet. Förlaget är också, genom förläggaren Johan Hagesund, en av huvudarrangörerna till TellUs bok- och berättarmässa.

## Utgivning
DIBB förlags huvudsakliga utgivning är facklitteratur med koppling till Östergötland inom ämnen som historia, politik, konst, kultur och idrott. Sedan 2019 har förlaget även gett ut skönlitteratur och 2020 släpptes förlagets första deckare, Ditt hjärta är mitt skriven av Lana Brunell och Thomas Bodström. Förlaget har utöver böcker även gett ut DVD-filmer, spel och pussel. I augusti 2022 startade förlaget Linköpings bokhandel.

## Författare (urval)
Författare som utkommit på DIBB förlag är bland andra: 

- Christer Fällman
- Gunnar Elfström
- Göthe Anderson
- Hans Nilsson
- Lana Brunell
- Sven Lindgren
- Thomas Bodström
- Titti Knutsson
- Åke Stolt
- Annika Elmqvist
- Carl Henrik Svenstedt